# Groene druppelastrild
De groene druppelastrild (Mandingoa nitidula) is een zangvogel uit de familie der Prachtvinken die voorkomt in Afrika.

## Kenmerken
De groene druppelastrild wordt gemiddeld 10 tot 11 centimeter groot en is hoofdzakelijk groen gekleurd met op de flanken en buik zwart met witte stippen. De snavel is zwart met een rode punt. Mannetjes zijn een qua kleurstelling veel fellere variant dan de vrouwelijke exemplaren. Het mannetje zingt ter markering van het territorium, het vrouwtje niet.

## Leefwijze
De vogel leeft in koppels en is monogaam. De mannelijke vogel heeft een territorium dat verdedigd wordt en verzorgt ook de nestbouw. Ze zijn actief in de ochtend en de schemering wanneer er gefoerageerd wordt naar zaden, vruchten en insecten en larven.

## Voortplanting
Het mannetje bouwt het nest dat vaak van plantendelen en vezels gemengd met donsveren vervaardigd wordt. Soms wordt er ook gekozen voor een holle boom. Een paar broedt gezamenlijk de gemiddeld 4 tot 4 eieren uit en die na dertien dagen uitkomen. De jongen worden gedurende drie weken door de ouders gevoerd waarna ze uitvliegen en nog een vrij lange periode door de ouders verzorgd en begeleid blijven worden.

## Verspreiding en leefgebied
De vogel komt in het wild voor in Afrika van Congo-Kinshasa tot Sierra Leone en houdt zich op in het struikgewas in bossen, randgebieden van savannes en in het oerwoud.
De soort telt 4 ondersoorten:
- M. n. schlegeli: van Sierra Leone en Guinee tot westelijk Oeganda, Congo-Kinshasa en noordwestelijk Angola.
- M. n. virginiae: Bioko.
- M. n. chubbi: Ethiopië, Kenia, Tanzania, noordoostelijk Zambia en noordelijk Malawi.
- M. n. nitidula: zuidelijk Malawi, Zimbabwe, Mozambique en oostelijk Zuid-Afrika.